# Gigante (mitología)

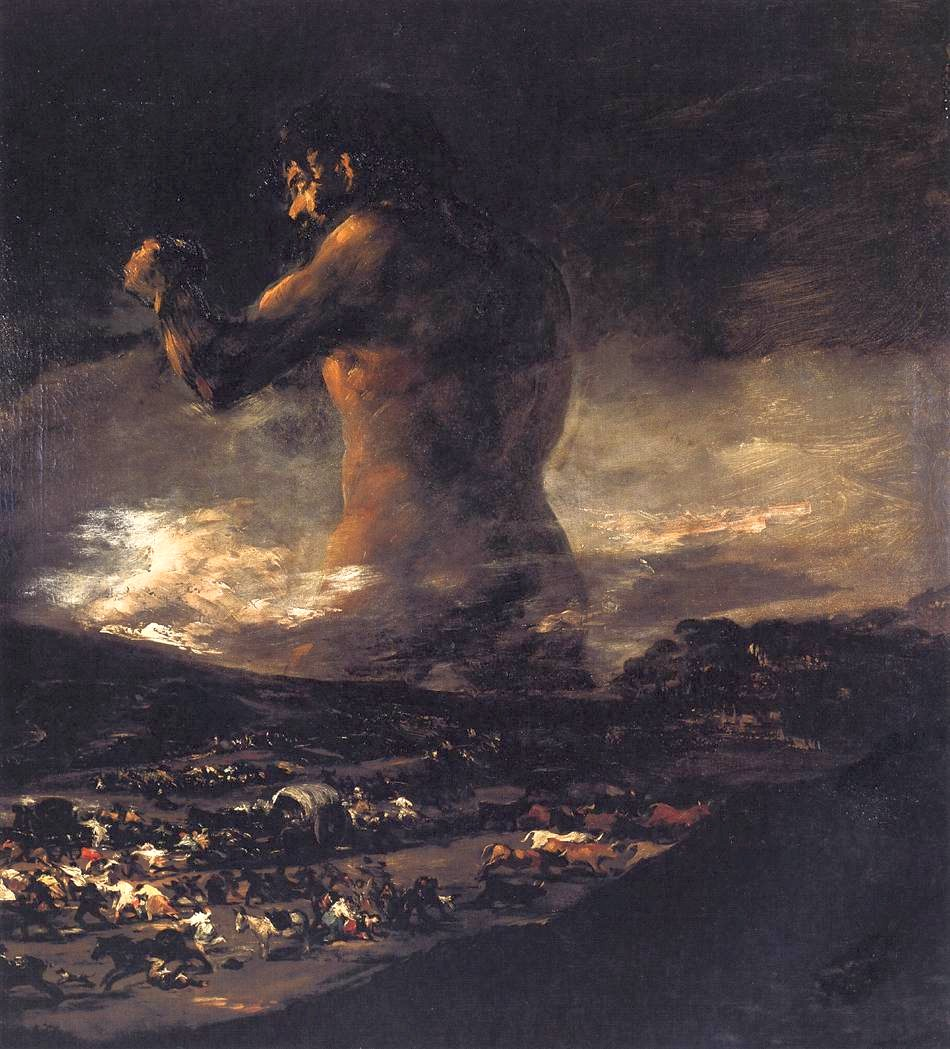
El coloso (1808), óleo tradicionalmente atribuido a Goya.

En la mitología universal, los gigantes son criaturas humanoides de tamaño y fuerza prodigiosos. Son seres legendarios que aparecen en historias de muy diferentes razas y culturas. Suelen ser violentos y se dice con frecuencia que aplastan y comen humanos, especialmente niños. Otros, sin embargo, son simpáticos e inteligentes.
La diferencia de tamaño ha sido una forma de enfatizar la importancia de ciertos personajes tanto como para denotarlos como seres monstruosos aunque de forma humana. Abundan las referencias a hombres gigantes en la mitología antigua. Los gigantes también figuran en gran cantidad de cuentos de hadas e historias folclóricas, como en Pulgarcito.

## Origen de la creencia en gigantes
Es posible que las historias de gigantes provengan de restos de antiguas civilizaciones. Saxo Grammaticus, por ejemplo, argumentaba que los gigantes tenían que existir, porque ninguna otra cosa explicaría los grandes muros, monumentos de piedra, y estatuas de tamaño y peso colosal. Similarmente, el poema anónimo anglosajón El navegante habla de altos muros de piedra que eran obra de gigantes. Los gigantes proporcionaban la explicación menos complicada para tales artefactos.
Los cíclopes pueden tener su origen en cráneos de elefantes prehistóricos hallados en Sicilia. Si no se sabe qué aspecto tiene un elefante, el lugar donde se sitúa la trompa en el cráneo puede malinterpretarse como una cuenca ocular gigante.
También se usa coloquialmente el término «gigante» para aquellos humanos inusualmente altos, o que padecen alguna forma de gigantismo.
Los gigantes y cabezudos son personajes de desfiles callejeros en las fiestas españolas.

## Los gigantes en la mitología antigua

### Gilgamesh y Enkidu
El primer mito que se conoce relacionado con gigantes es el de Gilgamesh, perteneciente a la mitología sumeria. De él se decía que alcanzaba una altura en codos equivalente a 5,60 m, siendo un caso de altura percibida positivamente, para realzar su valor de héroe y rey.
Enkidu, su compañero en la Epopeya de Gilgamesh aparece como un ser primitivo, incivilizado e incluso practicante del bestialismo, aunque no deja de ser un personaje positivo que se convierte en compañero del héroe.

### Krishna y Putana

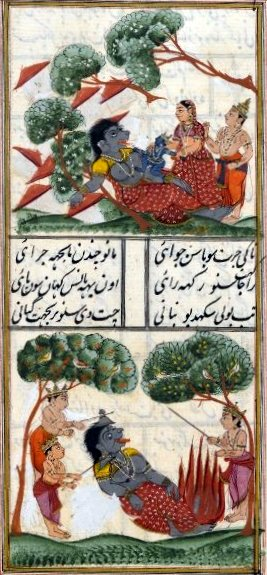
En un manuscrito indio (hacia 1890), los padres de Krisná recuperan a su bebé del pecho de la gigante Putana. En la figura inferior se ve el proceso de cremación de Putana.

En el Rig-veda (el texto más antiguo de la India, de mediados del II milenio a. C.) no hay mención de ningún gigante. Recién en las leyendas sobre el dios Krisná ―que se mencionan por primera vez en el Majábharata (texto épico-religioso del siglo III a. C. aproximadamente)― aparece la historia de una demonia gigante llamada Putana, que le dio de tomar de su pecho envenenado al bebé Krisná, pero terminó asesinada por este.
Putana alcanzó de inmediato el mundo espiritual sin necesidad de reencarnarse para purificarse debido a que Krishna la aceptó como madre o nodriza.

### Mitología griega

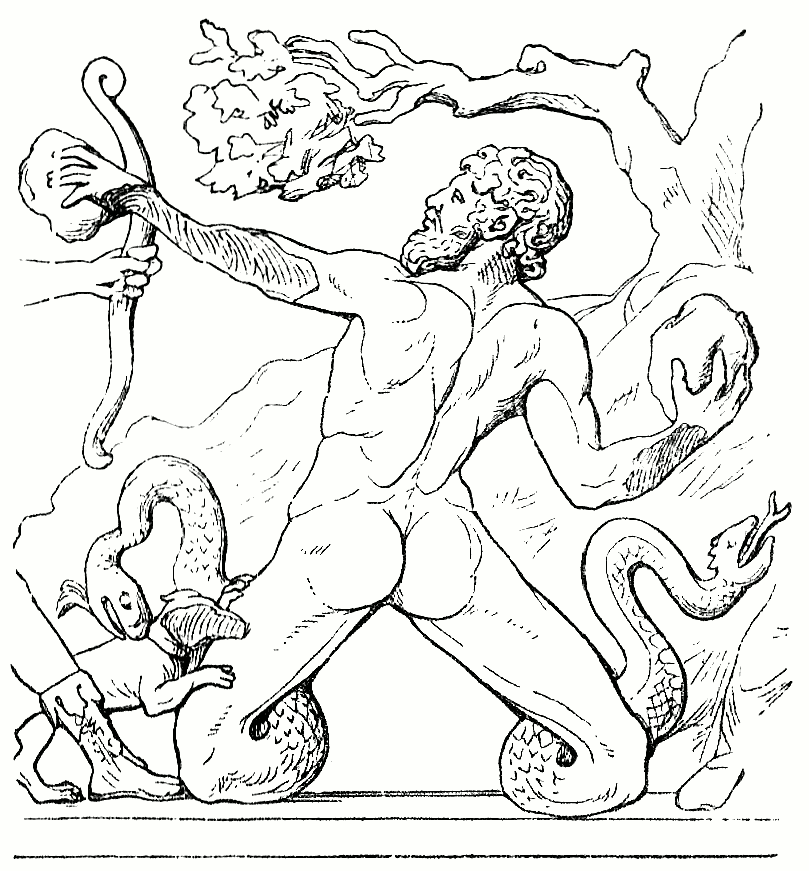
Artemisa enfrentándose a un gigante.

Ya la mitología griega hablaba de los Hiperbóreos, gigantes que vivían más allá de los vientos del norte y dentro de sus mitos encontramos grandes referencias a gigantes, entre ellos los titanes, incluyendo a Prometeo, que dio el fuego a los hombres.
También eran gigantes los cíclopes de la Odisea de Homero, de los cuales el más famoso fue Polifemo, quien capturó a los hombres comandados por Odiseo con el fin de devorarlos. Polifemo es vencido por la inteligencia del griego, en un enfrentamiento desigual.

### Mitologías germánicas
En la mitología nórdica, los gigantes (Jotuns) luchan contra los dioses. En particular, en las mitologías del norte de Europa derivadas del culto a Odín aparecen los gigantes de hielo, en eterna lucha contra los Æsir. Los propios Æsir derivan de la unión de la gigante Bestla y el dios Bor, y en la apocalíptica batalla final de Ragnarök los gigantes de hielo asaltarán Asgard, hogar de los dioses, y provocarán el fin del mundo. En la forma más elaborada de esta mitología recogida en la prosa y poesía de Edda, los gigantes son el origen de la mayoría de los monstruos de la mitología nórdica (por ejemplo, del lobo Fenrir), aunque en ocasiones se relacionan de forma más amigable con los Ases.
El padre de los Jotuns fue Ymir, el primer ser viviente que existió de acuerdo con el mito de la creación de la mitología nórdica. Los demás gigantes nacieron de su sudor.
Las historias de combates con los gigantes son comunes en el folclore de Gales e Irlanda. Desde ahí los gigantes pasaron a los romanceros bretones y artúricos, y de estas fuentes se divulgaron a los cuentos heroicos de Torcuato Tasso, Ludovico Ariosto, y su seguidor Edmund Spenser. El gigante Desesperación aparece en El progreso del peregrino de John Bunyan. Las mitologías nórdica y anglosajona también son ricas en historias de gigantes, que aparecen aquí como una raza separada pero semejante a la de los dioses, y luchan con frecuencia con Thor. Los ogros y troles son criaturas humanoides semejantes a los gigantes que también aparecen en el folclore de varias regiones europeas.

### Cultura hebrea
La Biblia hebrea recoge la existencia de una raza de gigantes llamada «Nephilim». El Génesis afirma que «Había gigantes en la tierra en aquellos días, y también después que se llegaron los hijos de Dios a las hijas de los hombres, y les engendraron hijos. Estos fueron los valientes que desde la antigüedad fueron varones de renombre» (Génesis, 6:4). En este versículo «gigante» es una traducción del hebreo «Nephilim». La tradición posterior a la Biblia sostiene que Nemrod era un miembro de esta raza.
Es en la Biblia donde se puede encontrar una mayor cantidad de referencias: Génesis 6.4 ; Deuteronomio 2.10, 3.11.18; Josué 12.4, 13.12, 15.8; 2º Samuel 21.16; 1º Crónicas 20.4-7 y Job 16.15.

#### David y Goliat
Uno de los gigantes bíblicos fue Goliat, con quien luchó el rey David. En los mitos hebreos se cuenta la historia de Goliat, el último descendiente de los nephilim, una raza híbrida de los hijos de Dios y las hijas de los hombres, según el Antiguo Testamento. Su derrota en manos de la honda del pastor David fue —además de una liberación para el pueblo judío— una metáfora para demostrar la superioridad de alguien a priori en desventaja; representando este el mismo «pueblo elegido».
Es necesario notar que la altura descrita en la Biblia acerca de Goliath es de aproximadamente 2,80 metros; mientras que Robert Wadlow quien mantiene el récord Guinness del hombre más alto en la historia moderna medía 2,72 metros a la edad de 22 años. No obstante, según los manuscritos bíblicos más antiguos, como los rollos del mar Muerto y la biblias septuagintas, Goliat habría medido 2,06 metros apenas. 

### Mitología vasca
En la mitología vasca, aparecen dos tipos de gigantes. Los primeros, tales como los Jentilak y los Mairuak, fueron los constructores de los dólmenes (Trikuharriak en euskera), y menhires (los Harrespil o las Zutarri, por ejemplo). Tras la cristianización, los gigantes fueron olvidados. Cuenta la leyenda que cuando los gigantes vieron una luz brillante en el cielo, no sabiendo qué podría significar, fueron a buscar al más anciano y sabio de entre ellos, el cual, sin ninguna duda, avistó el nacimiento de "Kixmi" (Cristo en antiguo vascón), y proclamó el fin de su raza de inmediato y todos los gigantes incluido el sabio se tiraron por el vecino precipicio, mientras otros se escondieron bajo las piedras, las cuales a partir de ese momento se denominaron "Jentilarri". El único que quedó fue Olentzero, un carbonero que según la leyenda debía avisar de la llegada del fin de su raza. Hoy en día se ha asimilado con el cristianismo y realiza el papel de traer regalos el día de Navidad en Vasconia. Los jentilak parecen representar al propio pueblo vasco precristiano, montañés por excelencia.
Por otra parte está Tartalo (con variaciones como Torto o Alarabi), que es un cíclope antropomorfo, gigantesco, con un solo ojo en medio de la frente. Su tamaño es descomunal al igual que su fuerza, y su entretenimiento favorito es tirar piedras de un monte a otro. Cuenta la leyenda, que debido a este entretenimiento se crearon varias construcciones existentes hoy en día. Al contrario que otros personajes también gigantes, como los "Jentilak", Tartalo es perverso, de instintos salvajes y muy agresivo. Se alimenta de niños e incluso adultos de vez en cuando. Se cree que habitaba en el monte Saadar en Cegama (Guipúzcoa) donde hay un dolmen llamado Tartaloetxea (casa de Tartalo). Tartalo era poseedor de un anillo mágico que le servía para controlar a sus presas, ya que al grito de Non hago? ("¿Dónde estas?") por parte de Tartalo, el anillo respondía Hemen nago, hemen nago ("Aquí estoy, aquí estoy"), lo que delataba a su presa.

### Cultura mexicana
En el libro titulado Historia verdadera de la conquista de la Nueva España escrita por Bernal Díaz del Castillo se encuentra este pasaje que hace alusión a supuestos gigantes que habitaron las tierras de los indígenas mexicanos: "Y como nuestro capitán y todos nosotros estábamos ya informados de todo lo que decían aquellos caciques, estorbó la plática y metiólos en otra más honda, y fue que cómo ellos habían venido a poblar aquella tierra, y de qué partes vinieron, que tan diferentes y enemigos eran de los mexicanos, siendo tan cerca unas tierras de otras; y dijeron que les habían dicho sus antecesores que en los tiempos pasados que había allí entre ellos poblados hombres y mujeres muy altos de cuerpo y de grandes huesos, que porque eran muy malos y de malas maneras, que los mataron peleando con ellos, y otros que quedaban se murieron; y para que viésemos qué tamaños y altos cuerpos tenían, trajeron un hueso o zancarrón de uno de ellos, y era muy grueso, el altor del tamaño como un hombre de razonable estatura; y aquel zancarrón era desde la rodilla hasta la cadera; yo me medí con él, y tenía tan gran altor como yo, puesto que soy de razonable cuerpo; y trajeron otros pedazos de huesos como el primero, más estaban ya comidos y deshechos de la tierra; y todos nos espantamos de ver aquellos zancarrones, y tuvimos por cierto haber habido gigantes en esta tierra; y nuestro capitán Cortés nos dijo que sería bien enviar aquel gran hueso a Castilla para que lo viese su majestad, y así lo enviamos con los primeros procuradores que fueron..".

### Otros ejemplos de gigantes
- San Cristóbal y Goliat en el catolicismo.
- Los Jotuns en la mitología nórdica.
- Gog y Magog en la tradición legendaria del Reino Unido.
- Los gigantes patagónicos (los Patagones) de la región de la Patagonia en América del Sur.
- Nosjthej, padre de El-lal, creador de los tehuelches.
- El Gonxo en la mitología gallega.

## En la cultura popular
- Hagrid, en la serie de libros de Harry Potter, es un semigigante, igual que Olympe Maxime; Grawp, el hermanastro de Hagrid, es un gigante.
- El Gran Gigante Bonachón (BFG, «Big Friendly Giant») y otros en el libro El gran gigante bonachón de Roald Dahl.
- En El hobbit de Tolkien, aparecen unos gigantes nórdicos típicos que luego Tolkien no vuelve a utilizar en su legendarium: «Cuando miró fuera, vio a la luz de los relámpagos los gigantes de piedra abajo en el valle; habían salido y ahora jugaban tirándose piedras unos a otros; las recogían y las arrojaban en la oscuridad, y allá abajo se rompían o desmenuzaban entre los árboles.»
- Los gigantes por los que interpreta a los molinos de viento en sus aventuras El Ingenioso Hidalgo Don Quijote de la Mancha, personaje y obra de Miguel de Cervantes Saavedra.
- El anime/manga creado por Hajime Isayama, Shingeki no Kyojin está inspirado en esta raza, ya que los principales antagonistas de la serie son los Titanes, gigantes con forma humana.
- En el popular manga/anime de Eiichiro Oda, One Piece existen gigantes, muchos de ellos se han hecho amigos de los protagonistas e incluso dicen que vienen de una isla habitada únicamente por gigantes.
- En los videojuegos Clash of Clans y Clash Royale se les representa como seres poderosos, ya que poseen alto nivel de salud y daño.
- En la saga de videojuegos Dark Souls los gigantes son una gran raza de humanoides de diversos tamaños, a menudo hostiles con el jugador y que solían ser empleados como esclavos por los dioses, aunque algunos les servían como guerreros. Algunos de los gigantes más destacables son Gough el ojo de halcón, el señor de los gigantes o Yhorm el señor de la ceniza.
- En la serie de novelas de Canción de hielo y fuego de George R. R. Martin los representa como seres peludos, primitivos y poderosos con fuerza sobrehumana montando mamuts y conviviendo con el pueblo libre de más allá del muro apareciendo en Game of Thrones.
- Gargantúa y Pantagruel, de las novelas de François Rabelais.